# Səypidin Əzizi
| Uigurische Bezeichnung          | Uigurische Bezeichnung          |
| ------------------------------- | ------------------------------- |
| Arabisch-Persisch (Kona Yeziⱪ): | سەيپىدىن ئەزىزى                 |
| Lateinisch (Yengi Yeziⱪ):       | Səypidin Əzizi                  |
| Kyrillisch (Sowjetunion):       | Сәйпидин Әзизи                  |
| offizielle Schreibweise (VRCh): | Saypidin Azizi                  |
| andere Schreibweisen:           | Seypidin Ezizi; Saifuddin Azizi |
| Chinesische Bezeichnung         |                                 |
| Kurzzeichen:                    | 赛福鼎·艾则孜                   |
| Umschrift in Pinyin:            | Saìfúdǐng Àizézī                |

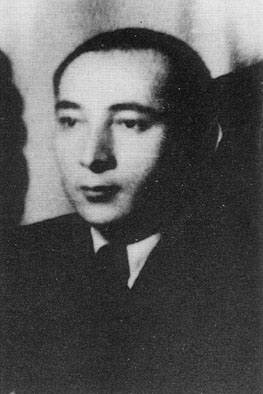
Səypidin Əzizi (1950)

Seypidin Eziz, bzw. Səypidin Əzizi (geb. am 12. März 1915, gest. am 24. November 2003) war der erste Vorsitzende (44–45) des Uigurischen Autonomen Gebiets Xinjiang der Volksrepublik China, auch bisher der einzige Uigure, der in Xinjiang die 1. Parteistelle (73–78) der KPCh hat.

## Name
»Səypidin« ist die uigurische Form des arabischen Namens »Saif ad-Din« (arabisch سيف الدين, DMG Saif ad-Dīn). Er ist auch unter der chinesischen Form seines Namens, »Saifuding«, bekannt.

## Biografie
Səypidin wurde in Tacheng als Sohn einer einflussreichen uigurischen Händlerfamilie geboren, die ursprünglich aus Artux stammte. Er ging zunächst in Xinjiang zur Schule, übersiedelte dann in die Sowjetunion, wo er der Kommunistischen Partei der Sowjetunion (KPdSU) beitrat und am Zentralasiatischen Politischen Institut in Taschkent studierte.
Nach seiner Rückkehr nach Xinjiang beteiligte sich Səypidin führend am Ili-Aufstand (“Drei-Bezirke-Revolution”) gegen die Republik China, der von der Sowjetunion unterstützt wurde, und diente als Bildungsminister der Republik Ostturkestan in der Koalitionsregierung aus Ili-Aufständischen und Guomindang-Vertretern unter Zhang Zhizhong von 1945 bis 1948.
Im September 1949 nahm Səypidin an der Politischen Konsultativkonferenz des Chinesischen Volkes (PKKCV) teil und wurde Mitglied der neuen kommunistischen Regierung. Im Oktober wurde Xinjiang in die Volksrepublik China eingegliedert. Von da an hatte Səypidin verschiedene Regierungs- und Beamtenposten inne.
Von Dezember 1949 bis Januar 1950 begleitete Səypidin Mao Zedong nach Moskau, wo der Chinesisch-Sowjetische Freundschaftsvertrag ausgehandelt wurde. Am 27. Dezember 1949 trat er aus der KPdSU aus und trat mit Mao persönlich als Bürge in die Kommunistische Partei Chinas (KPCh) ein.
1955 kritisierte Səypidin gegenüber Mao Zedong den Vorschlag, Xinjiang »Autonomes Gebiet Xinjiang« zu nennen, denn »die Autonomie betrifft ja nicht Berge und Flüsse, sondern Nationalitäten«. Das Gebiet erhielt kurz darauf die Bezeichnung »Uigurisches Autonomes Gebiet Xinjiang«.
Von 1955 bis 1987 – mit einer Unterbrechung während der Kulturrevolution – war Səypidin Vorsitzender des Uigurischen Autonomen Gebietes Xinjiang. Außerdem war er stellvertretender Vorsitzender des Ständigen Ausschusses des I. bis VII. Nationalen Volkskongresses und stellvertretendes Mitglied des Politbüros des X. und XI. Zentralkomitees der KPCh.
Von 1993 bis 1998 war Səypidin stellvertretender Vorsitzender des Nationalkomitees der PKKCV.
Səypidin starb im Alter von 88 Jahren.